# Shikaari
Shikaari é um romance de suspense psicológico escrito por Yashwant Vithoba Chittal.  O livro é considerado um dos mais refinados romances escritos em canarês.   O romance se conecta ao ambiente corporativo na Índia. Shikari conta a história de Nagnath, um migrante do norte de Carnataka que ascendeu a uma posição de alto escalão em uma empresa química em Bombaim.